# آزناکایفو
شهر آزناکایفو (به روسی: Азнакаево) در کشور روسیه و در جمهوری تاتارستان واقع شده‌است.